# Кубок Меланезії з футболу 1998
Кубок Меланезії 1998 року — шостий розіграш турніру, що проходив у Вануату. В кубку брали участь п'ять збірних: Фіджі, Соломонові острови, Нова Каледонія, Вануату та Папуа Нова Гвінея. Також турнір виконував функції відбіркового турніру Кубка націй ОФК 1998 року в зоні Меланезії.
Команди зіграли одна з одною по грі, а перемогу на турнірі вчетверте здобула збірна Фіджі.

## Результати
| Збірна             | І | В | Н | П | ГЗ | ГП | О  |
| ------------------ | - | - | - | - | -- | -- | -- |
| Фіджі              | 4 | 3 | 1 | 0 | 8  | 2  | 10 |
| Вануату            | 4 | 2 | 1 | 1 | 8  | 6  | 7  |
| Соломонові Острови | 4 | 2 | 1 | 1 | 8  | 7  | 7  |
| Папуа Нова Гвінея  | 4 | 1 | 1 | 2 | 3  | 6  | 4  |
| Нова Каледонія     | 4 | 0 | 0 | 4 | 4  | 10 | 0  |

| 5 вересня 1998 |

| Фіджі | 3-0 | Нова Каледонія |
| ----- | --- | -------------- |
|       |     |                |

| Санто, Вануату |

| 5 вересня 1998 |

| Папуа Нова Гвінея | 1-3 | Соломонові Острови |
| ----------------- | --- | ------------------ |
|                   |     |                    |

| Санто, Вануату |

| 7 вересня 1998 |

| Фіджі | 2-1 | Вануату |
| ----- | --- | ------- |
|       |     |         |

| Санто, Вануату |

| 7 вересня 1998 |

| Папуа Нова Гвінея | 1-0 | Нова Каледонія |
| ----------------- | --- | -------------- |
|                   |     |                |

| Санто, Вануату |

| 8 вересня 1998 |

| Вануату | 1-1 | Папуа Нова Гвінея |
| ------- | --- | ----------------- |
|         |     |                   |

| Санто, Вануату |

| 8 вересня 1998 |

| Соломонові Острови | 3-2 | Нова Каледонія |
| ------------------ | --- | -------------- |
|                    |     |                |

| Санто, Вануату |

| 10 вересня 1998 |

| Вануату | 3-1 | Соломонові Острови |
| ------- | --- | ------------------ |
|         |     |                    |

| Санто, Вануату |

| 10 вересня 1998 |

| Фіджі | 2-0 | Папуа Нова Гвінея |
| ----- | --- | ----------------- |
|       |     |                   |

| Санто, Вануату |

| 12 вересня 1998 |

| Нова Каледонія | 2-3 | Вануату |
| -------------- | --- | ------- |
|                |     |         |

| Санто, Вануату |

| 12 вересня 1998 |

| Фіджі | 1-1 | Соломонові Острови |
| ----- | --- | ------------------ |
|       |     |                    |

| Санто, Вануату |

| Кубок Меланезії 1998 |
| -------------------- |
| Фіджі 4-й титул      |

 Фіджі та  Вануату  отримали путівку в фінальний турнір Кубка націй ОФК 1998 року.